# Tricorynus lanceolatus
Tricorynus lanceolatus är en skalbaggsart som beskrevs av White 1965. Tricorynus lanceolatus ingår i släktet Tricorynus och familjen trägnagare. Inga underarter finns listade i Catalogue of Life.